# 哈巴耳蕨
哈巴耳蕨（学名：Polystichum habaense）为鳞毛蕨科耳蕨属下的一个种。

## 扩展阅读
- 維基物種上的相關：哈巴耳蕨